# Henschel Hs 298
El Henschel Hs 298 fue un misil aire-aire motorizado por cohete de la  década de 1940  diseñado por el Profesor Herbert Wagner de Henschel.

## Historia
En 1941 el profesor Herbert Wagner propuso el Reichsluftfahrtministerium (RLM) (Ministerio del Aire del Reich), un nuevo tipo de arma como alternativa a las ametralladoras y armas automáticas suministradas a los aviones de la Luftwaffe. El proyecto preveía de un dispositivo de autopropulsión controlado por un sistema de radio debidamente alojado en bastidores de peso y alcance suficiente para destruir un avión enemigo en una sola toma. Sin embargo, se consideró que el proyecto era demasiado tardío e innecesario dada la situación de guerra, por ello no se aprobó el desarrollo.

## Diseño y desarrollo
El  Hs 298 fue diseñado específicamente para atacar bombarderos aliados y fue el primer misil diseñado específicamente para uso aire-aire. Debía ser transportado en rieles de lanzamiento especiales por los Dornier Do 217s (5 misiles) o  Focke-Wulf Fw 190 (2 misiles)  y cargaba  48 kg (106 lb de explosivo.
El  Hs 298 era un monoplano con alas en medio del fuselaje,  barridas hacia atrás con un único estabilizador horizontal y aletas verticales gemelas. Estaba motorizado por un motor cohete diseñado por Henschel y construido por Schmidding como 109–543; tenía dos etapas  la primera de alta velocidad que llevaba al ingenio a 938km/h (585 mph),en la segunda la velocidad descendía a 682 km/h (425 mph) para darle una autonomía de 1.6 km. Usaba un radioguia Strassburg-Kehl FuG 203 motorizado por una hélice que movía un generador eléctrico (montado en la proa). El misil necesitaba de dos personas para controlarlo en el avión plataforma, un operador se necesitaba para controlar una mira de tipo reflector lograr el objetivo y el otro volando el misil con un joystick y con otra vista emparejando a la primera con un sistema de servo.
La única prueba conocida de disparos se llevó a cabo el 22 de diciembre de 1944 con tres misiles transportados por un Junkers Ju-88G. Solo dos misiles dejaron los carriles de lanzamiento fallando al liberarse, de los dos liberados uno explotó prematuramente y cayeron en picada al suelo. Estaba previsto para entrar en producción en masa en enero de 1945, pero el proyecto fue abandonado en favor del X-4. En general, en 6 de febrero de 1945, cuando el proyecto fue cancelado se habían  producido unas 300 piezas de Hs 298V-1 (marzo a septiembre de 1944) y unos 100 Hs 298V-2 (hasta febrero de 1945)

## Usuarios
- Alemania nazi
  - Luftwaffe

## Supervivientes
Un 298 Hs está en exhibición en el Royal Air Force Museum Cosford.
Otro  Hs 298 está en exposición en el Steven F. Udvar-Hazy Center del Smithsonian National Air and Space Museum.